# Pons de Monlaur
Pons de Monlaur o Montlaur (fl. XIII secolo) è stato un barone e trovatore provenzale attivo all'inizio del XIII secolo.
Era il signore di Montlaux e aveva sposato Guida, sorella di Ugo IV di Rodez, nel 1235. Ugo era un mecenate dei trovatori e Pons aveva rapporti attraverso sua moglie anche con Sordello: a lei si rivolge in molte poesie sotto i senhals (epiteti) N'Agradavit e Restaur. Il pittore francese Adolphe Joseph Thomas Monticelli, durante un soggiorno a Montlaux, ha modo di rallegrarsi nel sentire  la storia locale tramandata oralmente della leggenda di Pons de Montlaur. 
Pons scrive "Qal preiatz mais.a ops d'amor", un partimen con un poeta chiamato "Esperdut", probabilmente Gui de Cavalhon.

## Fonti
- (FR)  Jeanroy, Alfred (1934). La poésie lyrique des troubadours. Toulouse: Privat.
- (IT)  Sordel: 437.24 at Rialto